# 第5届大众电视金鹰奖
第5届大众电视金鹰奖授奖大会于1987年4月25日在陕西省体育馆举行，由姜昆、方舒、牛娜主持。其中，《凯旋在子夜》成为金鹰奖史上首部包揽优秀连续剧、优秀男演员、优秀女演员三大奖的电视剧。

## 得奖名单

### 优秀连续剧
- 《凯旋在子夜》98057票 北京电视艺术中心
- 《红楼梦》43357票 中央电视台、中国电视剧制作中心
- 《秋海棠》24091票 上海电视台

### 优秀单本剧
- 《长江第一漂》58328票 四川电视台
- 《理解万岁》41803票 景德镇电视台
- 《大树底下》22230票 厦门电视台
- 《独脚冠军》16450票 陕西电视台

### 优秀儿童剧
- 《心灵的答卷》 50076票 上海电视台
- 《小佳佳和熊猫》 33677票 四川电视台

### 优秀短剧小品
- 《公共汽车咏叹调》45767票 中国电视剧制作中心
- 《一个盲人的心灵》22967票 上海电视台

### 优秀系列片
- 《奋起呀中华》 41649票 上海电影制片厂电视部、黑龙江电视台

### 优秀戏曲片
- 《女附马》34130票 安徽电视台

### 最佳男主角
- 石兆琪 48597票《凯旋在子夜》中饰童川

### 最佳女主角
- 朱琳 34995票《凯旋在子夜》中饰江曼

### 最佳男配角
- 王群 24389票《甄三》中饰金二

### 最佳女配角
- 邓婕 57748票《红楼梦》中饰王熙凤

### 最佳男配音演员
- 郑君 29453票 美剧《帕尔斯警长》中为帕尔斯配音

### 最佳女配音演员
- 刘广宁 40440票 美剧《天使的愤怒》中为詹尼弗配音

### 特别奖
- 《雪野》 辽宁电视剧制作中心
- 《春蚕》 浙江电视台

### 荣誉奖
- 《水浒》 山东电视台